# Tharzan - La vera storia del figlio della giungla
Tharzan - La vera storia del figlio della giungla, noto anche come Tharzan Sex - La vergogna di Jane e TarzanX, è un film del 1995 diretto da Aristide Massaccesi (più noto come Joe D'Amato). È una pellicola hard interpretata da Rocco Siffredi che fa il verso al personaggio di Tarzan ideato da Edgar Rice Burroughs.

## Trama
In cerca di una tribù nascosta e sulle tracce di un leggendario uomo scimmia, Jane finirà con il trovare l'amore e un'appagante relazione sessuale con John, un ragazzo cresciuto nella giungla. Deciderà quindi di portare l'uomo nella civiltà.

## Sequel
- Tharzan 2 - Il ritorno del figlio della giungla